# Уринотерапия
Уринотерапи́я — псевдонаучный метод в рамках нетрадиционной медицины, предусматривающий применение мочи в качестве лечебного средства.
Не существует никаких научных доказательств пользы уринотерапии для здоровья, более того, в ряде случаев, уринотерапия представляет опасность для здоровья и жизни человека.
Моча может применяться как внутрь, так и иными способами.
При этом само по себе питьё мочи, не мотивированное «медицинскими» целями, обычно к уринотерапии не относят (см. урофагия).
Практика уринотерапии часто сочетается с другими формами нетрадиционной медицины.

## История
В некоторых традиционных воззрениях моча считается полезной, а употребление её внутрь упоминается в некоторых древних текстах и работах по медицине. Известно также, что, древние римляне использовали мочу для отбеливания зубов. Однако уринотерапия как отдельная практика в альтернативной медицине была обозначена и популяризирована только в начале XX века британским натуропатом Джоном Армстронгом. В своей книге «Живая вода: трактат об уринотерапии» он упоминает, что был вдохновлён практикой в своей семье использовать мочу для лечения незначительных ран и зубной боли, обосновывая это своеобразной трактовкой слов из библейских притч: «Пей воду из твоего водоёма и текущую из твоего колодезя» (Притчи 5:15). В этой книге он также утверждает, что поправил своё плохое здоровье 45-дневным голоданием, употребляя при этом «только мочу и водопроводную воду». Начиная с 1918 года Армстронг назначал разработанные им «схемы» уринотерапии многим тысячам пациентов, а в 1944 году он опубликовал вышеупомянутую книгу, которая стала основополагающим документом в этой области.
В середине 1950-х годов греческий врач Евангелос Данополус, доктор медицинских наук, заявил, что он обнаружил противораковые свойства мочевины и успешно использовал её для лечения пациентов с определёнными типами рака кожи и печени. Доктор Данополус утверждал, что его терапия значительно увеличила продолжительность жизни пациентов после проведённых операций. Он опубликовал несколько небольших отчётов о клинических случаях, но более поздние исследования не дали похожих результатов. Кроме того, данные утверждения о пользе мочевины в лечении рака хотя и не нашли в дальнейшем подтверждения, в них рассматривалось лишь применение чистой мочевины, и в них не содержалось утверждений о пользе употребления собственно мочи. Тем не менее практикующие уринотерапию, утверждая о пользе употребления мочи, часто ссылаются на данное исследование, демонстрируя таким образом подмену понятий.

### Современность
В настоящее время во многих странах вне зависимости от уровня социально-экономического развития существуют движения, пропагандирующие пользу практик нетрадиционной медицины, в том числе и уринотерапию. При этом некоторые квалифицированные врачи и даже клиники могут предлагать уринотерапию для лечения ряда заболеваний. Так в некоторых онкологических клиниках Мексики предлагается наряду с другими формами альтернативной терапии, пациентам предлагают употреблять собственную мочу для лечения рака.
Уринотерапия также была очень популярна в Камеруне. Некоторая часть жителей этой страны придерживается верования, что употребление человеческой мочи лечит геморрой, язву желудка, бесплодие, а также нейтрализует змеиные укусы. Практика уринотерапии населением дошла до таких масштабов, что Министерство здравоохранения Камеруна выступило с официальным обращением к народу, в котором предупредило об опасности употребления мочи.
В январе 2022 года Кристофер Киз (англ. Christopher Keys), лидер американского антивакцинаторского сообщества «Vaccine Police» и распространитель дезинформации о COVID-19 в США, заявлял, что уринотерапия является «противоядием от пандемии COVID-19». Киз также утверждал, что было проведено 9-месячное исследование уринотерапии при лечении COVID-19, однако данное утверждение является ложным. Нет никаких научных доказательств, подтверждающих, что уринотерапия помогает при лечении COVID-19.

## Общие сведения
Моча представляет собой раствор катаболитов и метаболитов и чужеродных для организма веществ. Она формируется в процессе прохождения плазмы крови через почки, по сути являясь сильно концентрированной её производной, из которой за счёт фильтрации удалены все полезные для организма компоненты. За сутки почками фильтруется около 150 литров крови. Изначально образуется так называемая первичная моча (по своему составу напоминающая плазму крови), которой за сутки в почках образуется около 180 литров. Первичная моча далее движется по почечным канальцам, всасывающим обратно в кровь необходимые для организма вещества и воду и выводящим наружу ядовитые и ненужные вещества, образуя вторичную мочу, которая выводится далее в мочевой пузырь и, при мочеиспускании, извергается наружу.
В моче здорового человека содержатся мочевина, креатинин, мочевая кислота, аммиак и другие вещества, накопление которых в организме представляет опасность, поскольку это может вызвать серьёзные заболевания (например, подагру, хроническую почечную недостаточность), представляющие угрозу для жизни. Моча больных людей, помимо упомянутых компонентов, может также содержать ацетон, соли тяжёлых металлов, болезнетворные бактерии и другие опасные примеси.
Данные, которыми располагает доказательная медицина, свидетельствуют, что для употребления внутрь человеческая моча в большинстве случаев вредна и даже опасна. Даже у относительно здоровых людей, практикующих уринотерапию, отмечается хроническая рвота, диарея, раздражение желудка и кишечника (то есть типичные признаки отравления конечными продуктами азотистого обмена). Такие больные могут быть госпитализированы в стационары с ошибочными диагнозами — дизентерия, брюшной тиф, желтуха, холера. При этом никакой инфекции у них не обнаруживают, а после прекращения уринотерапии все симптомы постепенно исчезают. Аналогичные симптомы демонстрируют больные хронической почечной недостаточностью, не получающие лечения на гемодиализе.
Кроме того, если человек страдает пиелонефритом или другой инфекционной болезнью мочеполовой системы, то возбудители болезни могут вызвать заражение крови и гангрену.
Таким образом уринотерапия может приводить к самоотравлению, заражению крови, поражению внутренних органов, обострению язвенной болезни желудка, колитов и энтероколитов или смерти плода при беременности. Если речь идёт о тяжёлых диагнозах, то уринотерапия может ухудшить состояние и отнять время, в которое могло было быть проведено эффективное лечение.